# Анса (Калифорнија)
Анса (енгл. Anza) насељено је место без административног статуса у америчкој савезној држави Калифорнија.

## Демографија
По попису из 2010. године број становника је 3.014.
| Група             | 2000.    | 2010.         |
| Белци             | 0 (0,0%) | 2.034 (67,5%) |
| Афроамериканци    | 0 (0,0%) | 34 (1,1%)     |
| Азијати           | 0 (0,0%) | 36 (1,2%)     |
| Хиспаноамериканци | 0 (0,0%) | 791 (26,2%)   |
| Укупно            | 0        | 3.014         |